# Сомакампања (Верона)
Сомакампања (итал. Sommacampagna) је насеље у Италији у округу Верона, региону Венето.
Према процени из 2011. у насељу је живело 7258 становника. Насеље се налази на надморској висини од 95 м.

## Становништво
Према резултатима пописа становништва 2011. у општини је живело 14.615 становника.
| 1931. | 1936. | 1951. | 1961. | 1971. | 1981.  | 1991.  | 2001.  | 2011.  |
| ----- | ----- | ----- | ----- | ----- | ------ | ------ | ------ | ------ |
| 5.485 | 5.666 | 6.688 | 7.115 | 8.798 | 10.257 | 10.888 | 13.001 | 14.615 |

## Партнерски градови
- Хал у Тиролу